# Zephlebia versicolor
Zephlebia versicolor är en dagsländeart som först beskrevs av Eaton 1899.  Zephlebia versicolor ingår i släktet Zephlebia och familjen starrdagsländor. Inga underarter finns listade i Catalogue of Life.